# Ludvig Bing (fabrikant)
 Der er flere personer med dette navn, se Ludvig Bing (sagfører).
Ludvig Carl Bing (3. februar 1847 – 1. oktober 1885) var en dansk erhvervsmand.
Han var direktør for Bing & Grøndahl og medstifter af Foreningen til Hovedstadens Forskønnelse.